# تپه گلی کند
تپه گلی کند در شهرستان مراغه، بخش سراجو، دهستان سراجوی شرقی، ۱۰۰ متری روستای گلی کند واقع شده و این اثر در تاریخ ۱۸ اسفند ۱۳۸۷ با شمارهٔ ثبت ۲۵۱۹۵ به‌عنوان یکی از آثار ملی ایران به ثبت رسیده است.